# Рух Моментум
Рух Моментум (угор. Momentum Mozgalom, скорочено Momentum) — центристська угорська політична партія, заснована в березні 2017 року. Вона стала загальнонаціонально відомою після того, як іще будучи громадською організацією у січні 2017 року організувала петицію щодо заявки Будапешта на проведення літніх Олімпійських ігор 2024 року, закликаючи до референдуму з цього питання. Петиція, яка зібрала понад 266 151 підписів, була успішною, але уряд скасував заявку на проведення Олімпійських ігор до проведення референдуму. Після свого перетворення на політичну партію Momentum швидко завоював прихильників, а кандидати від партії Momentum з’явилися в бюлетенях у більшості виборчих округів на парламентських виборах в Угорщині 2018 року, пропагуючи заміну уряду Віктора Орбана та виступаючи за нове покоління політичних змін у країні. Партія набрала 3,06% голосів, не змогла подолати 5%-ий бар’єр і не отримала жодного місця в Національних зборах, але на парламентських виборах в Угорщині 2022 року балотувалася за списком «Об’єднані для Угорщини» і вперше пройшла до парламенту отримавши 10 депутатів.
На виборах до Європейського парламенту в Угорщині 2019 року партія набрала 9,86% і посіла третє місце. Двоє кандидатів від партії – Каталін Чех і Анна Донат – пройшли до Європарламенту.

## Політичні позиції
«Моментум» виступає за заміну нинішньої угорської політичної еліти, включно з урядом Віктора Орбана, «новим типом політиків в Угорщині». Партія загалом проєвропейська, проглобалістська та антипутінська, вона стверджує, що Угорщині не доведеться жертвувати власними інтересами, якщо вона виконає свої зобов’язання перед Європейським Союзом. Соціальні погляди партії мають переважно прогресивний характер; вона підтримує одностатеві шлюби, декриміналізацію канабісу та права на аборти.  Попри це, Momentum називає себе центристською партією та відкидає віднесення її до певного політичного спектра. Він закликає до двопартійної співпраці, у заяві про місію пише, що Угорщина «не повинна бути розділена ідеологічними битвами, а об’єднана спільними цілями».

## Історія
На початку 2015 року групу "Рух Моментум" створили десять угорців. 3 листопада 2016 року група зареєструвалася як асоціація на чолі з адвокатом Даніелем Каролі Чала. До лютого 2017 року асоціація домоглася рішення про референдум щодо заявки Будапешта на проведення літніх Олімпійських ігор 2024 року : у них було 143 члени та 1800 активістів. 4 березня 2017 року Рух «Моментум» став офіційною політичною партією, до складу якої входять 99 членів-засновників. Андраш Фекете-Дьйор був обраний лідером партії, а Анна Орош, Тамаш Шопроні, Едіна Поттіонді та Барнабас Кадар стали заступниками голови.
У травні 2017 року соцопитування показували, що національна підтримка партії становила 3%. Більшість її прихильників були людьми з повною середньою освітою віком до 40 років або міськими жителями з вищою освітою.  У жовтні 2017 року партія оприлюднила свою платформу для майбутніх виборів (угор. országos program), 363-сторінковий документ, який пропонував вирішення низки очевидних проблем у системі уряду Угорщини. Оцінка цього документу був неоднозначною: одне велике угорське інформаційне видання, Magyar Idők, назвало документ «купою порожніх обіцянок», а інше, hvg.hu, написало, що запропонована в документі політика охорони здоров’я здається «найбільш детальною та ретельною». У березні 2018 року партія оголосила, що її кандидати в парламент будуть включені до голосування в 97 зі 106 виборчих округів Угорщини. 8 квітня 2018 року на парламентських виборах партія набрала 3,08% голосів виборців. "Моментум" не подолала прохідний бар'єр для проходження в парламент, але здобула право на державні субсидії на наступний термін.
5 травня 2018 року голова партії подав у відставку, а троє керівників партії тимчасово взяли на себе керівництво. У квітні 2019 року партію зареєстрували для участі у виборах до Європарламенту 2019 року. 26 травня 2019 року партія набрала 9,86% голосів виборців (ставши третьою за величиною партією на виборах), таким чином подолавши 5% бар’єр: двоє кандидатів від партії були обрані до Європарламенту.
На місцевих виборах 2019 року партії вдалося отримати посади голів трьох районів Будапешта та 29 місць у парламентах областей (переважно в області Пешт).

## Організаційна структура

### Організаційні центри
Momentum має 95 організаційних центрів по всій Угорщині, а також десять міжнародних центрів у Німеччині, Австрії, Нідерландах, Великобританії, Бельгії, Франції, Данії та Швеції.

### Організаційна структура
Роботою Momentum керує рада з п'яти членів, включаючи голову партії (див. нижче), а з'їзд делегатів ( угор. Küldöttgyűlés) служить основною групою прийняття рішень у партії.

### Члени ради партії
- Президент : Андраш Фекете-Дьйор, юрист і один із засновників "Моментуму"
- Віце-президент: Анна Юлія Донат, соціологиня, яка раніше працювала з неурядовими організаціями над проблемами імміграції та прав геїв
- Члени виконавчої ради
  - Даніель Берг, раніше міжнародний адвокат "Моментуму"
  - Міклош Хайнал, лідер антиолімпійської кампанії "Моментуму"

## Результати виборів

### Національна Асамблея
| Вибори | Лідер               | Виборчий округ | Виборчий округ   | Партійний список | Партійний список | Сидіння  | +/– | Статус |
| Вибори | Лідер               | голосів        | %                | голосів          | %                | Сидіння  | +/– | Статус |
| ------ | ------------------- | -------------- | ---------------- | ---------------- | ---------------- | -------- | --- | ------ |
| 2018   | Андраш Фекете-Дьйор | 75 033         | 1,36% (6 місце)  | 175,229          | 3,06% (№6)       | 0 / 199  | style="background:#ff9090; color:black; text-align:center;" \| Extra-parliamentary                                 |        |
| 2022   | Анна Донат          | 1,983,708      | 36,90% (2 місце) | 1,947,331        | 34,44% (№2)      | 10 / 199 | style="background:#ffdddd; color:black; vertical-align:middle; text-align:center; " class="table-no2" \|Opposition |        |

### Європейський парламент
| Рік виборів | Європейський парламент      | Європейський парламент | Європейський парламент | Європейський парламент | Фракція Європарламенту |
| Рік виборів | Загальнонаціонально голосів | Загальнонаціональний % | Загалом виграних місць | +/–                    | Фракція Європарламенту |
| ----------- | --------------------------- | ---------------------- | ---------------------- | ---------------------- | ---------------------- |
| 2019 рік    | 344,512                     | 9.93% (#3)             | 2 / 21                 | ▲ 2                    | Оновити Європу         |

## Історія лідерів
|   | Зображення | Ім'я                        | Посів посаду        | Залишив посаду      | Тривалість керівництва     |
| - | ---------- | --------------------------- | ------------------- | ------------------- | -------------------------- |
| 1 | </img>     | Андраш Фекете-Дьйор         | 4 березня 2017 р    | 10 жовтня 2021 р    | 19 років, 2 місяці, 23 дні |
| – | </img>     | Анна Орош </br> (проміжний) | 10 жовтня 2021 р    | 21 листопада 2021 р | 19 років, 2 місяці, 23 дні |
| 2 | </img>     | Анна Донат                  | 21 листопада 2021 р | 29 травня 2022 р    | 19 років, 2 місяці, 23 дні |
| 3 |            | Ференц Геленсер             | 29 травня 2022 р    | присутній           | 19 років, 2 місяці, 23 дні |